# Dianthus integer
Dianthus integer là loài thực vật có hoa thuộc họ Cẩm chướng. Loài này được Vis. mô tả khoa học đầu tiên năm 1829.